# Indicativo (radiodifusión)

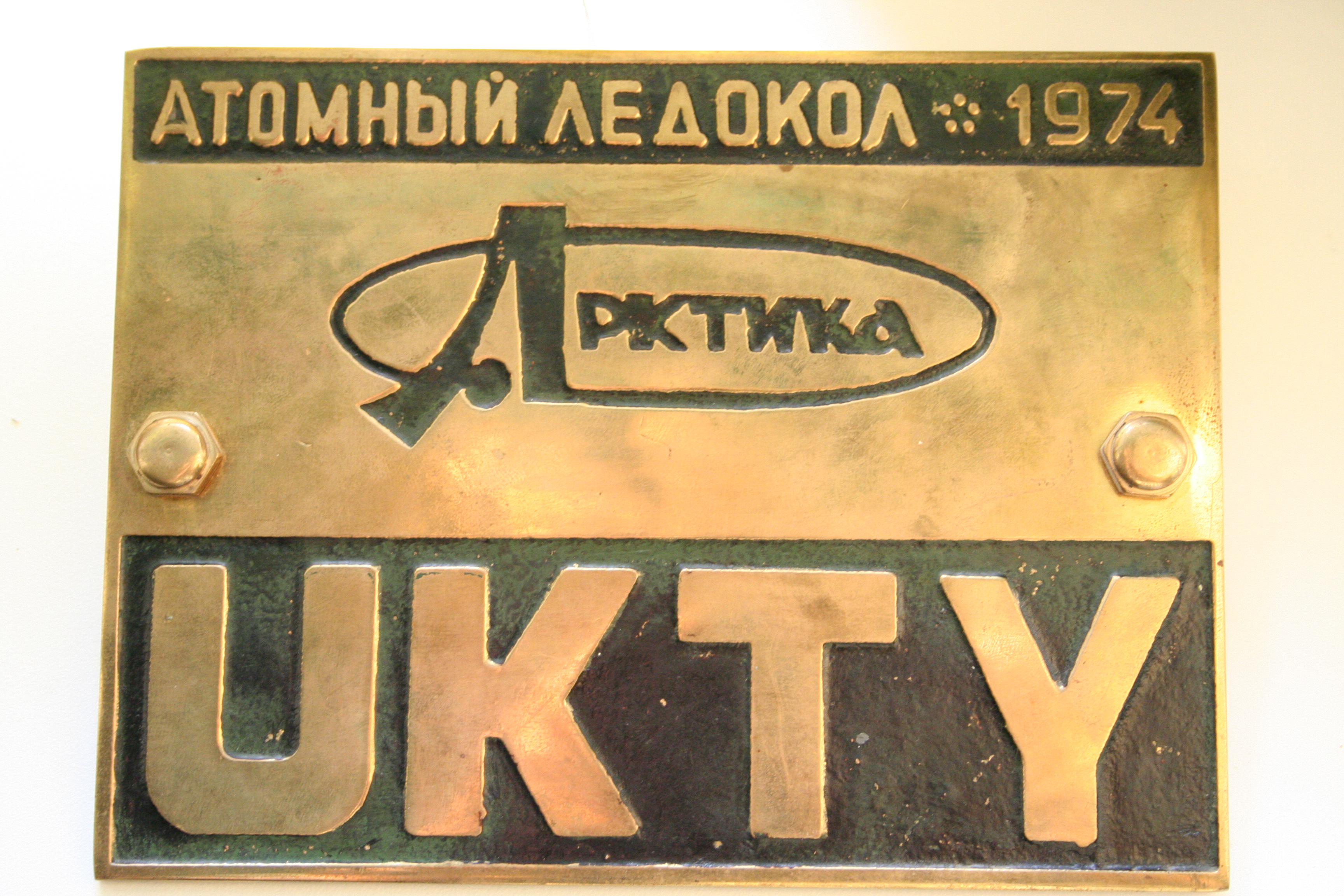
Cartel que lee "Rompehielos atómico"

El indicativo es un código de letras y números usado en la radiodifusión para identificar a una estación de radio o televisión.

## Formato
El indicativo es de la forma PPxSSS y está definido por el Reglamento de Radiocomunicaciones de la Unión Internacional de Telecomunicaciones (UIT):
- PP es el prefijo e identifica al país. A veces el prefijo permite sugerir el país: EA para España, o bien F para Francia; otras veces, no tiene ninguna relación: LU para la Argentina o bien SV para Grecia. Algunos países pueden tener varios prefijos, a veces muy distintos: Estados Unidos tiene los prefijos K, W, N y algunos prefijos A; el Reino Unido tiene los prefijos 2A, G y M.
- x es un número, que es utilizado para identificar el circuito (o zona) radioeléctrico del país donde pertenece.
- SSS es el sufijo que identifica al radioaficionado, no a su equipo. Consta de uno a tres caracteres. Algunos radioaficionados obtienen de sus autoridades respectivas sufijos más cortos.

Ejemplos:
- F5ABC es un radioaficionado francés, de Clase 1 CEPT, la más alta.
- ON2ABC es un radioaficionado belga con una licencia de base.
- VE2ABC es un radioaficionado canadiense (y no venezolano) que transmite desde Quebec.

En algunos países, los indicativos de los radioaficionados que han fallecido en el cumplimiento del deber nunca son retribuidos.

## Modificadores del indicativo
Eventualmente puede haber modificadores que deben adosarse al indicativo: /P para las estaciones transportables pero que no emiten durante el transporte; /M para las estaciones móviles que transmiten durante el transporte, y /MM para las estaciones marítimas móviles.
Cuando existen convenios entre dos países, entonces los radioaficionados de un país pueden transmitir desde el otro por toda estadía de corta duración, anteponiendo el prefijo del país visitado, una raya inclinada, y luego el prefijo.. 
- Ejemplo: EA/G0ABC/P es un radioaficionado británico, transmitiendo desde una estación portable, en España.

Estos modificadores son universales pero hay excepciones. Algunas administraciones, como en la República Argentina, utilizan un modificador con el código de provincia (una letra del alfabeto) después del indicativo para indicar la provincia desde la cual transmite.
- Ejemplo: LU7EE es un indicativo de un radioaficionado de la provincia de Buenos Aires. LU7EE/P significa que el mismo transmite temporalmente desde la provincia de San Juan, LU7EE/M que transmite desde Mendoza, etc.

## Indicativos personalizados
Algunas administraciones permiten, mediante el pago de una suma de dinero, personalizar el indicativo del radioaficionado. Los indicativos son elegidos sea para disminuir el tiempo de transmisión, lo que permite ganar tiempo en los concursos, o bien para satisfacer alguna combinación de letras y números que significan algo para el radioaficionado.

## Indicativo en México
Para México, el Instituto Federal de Telecomunicaciones otorga los distintivos (nombre oficial para los indicativos en México) para estaciones de radio y televisión, incluyendo aficionados.
El indicativo puede contener desde 3 letras y se han otorgado distintivos hasta de 7 letras. Este indicativo es originado ya sea por ubicación (ciudad sede, ubicación del equipo transmisor), propietario (persona física, moral u organización), nombre de la estación (XHTRES-TDT por el nombre del canal cadenatres) o algún formato especial dependiendo de los lineamientos de licitación u otorgamiento de concesión que se encuentren vigentes. Los concesionarios también tienen la opción de solicitar el cambio de distintivo asignado a otro «personalizado».
Los distintivos comienzan con XE o XH y terminan con un sufijo precedido de un guion, dependiendo del medio. Actualmente, XE sólo se asigna para estaciones de AM y XH para FM y TDT, sin embargo, existen algunas estaciones de FM y TDT con el prefijo XE. Se utilizan los sufijos -AM (amplitud modulada), -FM (frecuencia modulada), -OC (onda corta, en desuso) y -TDT (televisión digital terrestre). Anteriormente se asignaba para la onda larga el sufijo -OL para onda larga y -TV para televisión analógica, pero al ya no existir estaciones de este tipo, estos ya no se asignan. A diferencia de Estados Unidos, no se asignan sufijos especiales de acuerdo a las características de la estación (potencia, repetidora, etc.).

## Indicativos especiales
Los indicativos especiales son indicativos transitorios que se otorgan a estaciones (y no a personas) para celebrar eventos. Por ejemplo, Francia utiliza el prefijo TM y no el F.
Las letras y números que siguen al indicativo son elegidos según dos criterios: o bien son indicativos cortos, lo que acelera el tiempo para establecer un contacto, o bien indicativos largos cuya significación tiene una relación con el evento.